# Viuda Sastres, llibretera
La Viuda Sastres (Barcelona, segle xviii - Barcelona, segle XIX) a ser una llibretera catalana viuda de l'impressor i llibreter Antoni Sastres.
Antoni Sastres havia après l'ofici d'impressor a la impremta de Carles Gibert i Tutó, a Barcelona, on cap al 1795 n'era regent. Antoni Sastres encara imprimia a Barcelona l'any 1807 el llibre Lícito recreo casero, ó Coleccion de varios juegos, conocidos comunmente con el nombre de prendas. La Viuda Sastres, de la que sabem que es deia Socors o Maria dels Socors Gibert, va continuar amb la impremta, adoptant el cognom del marit. Amb la Guerra del francès, tal com van fer els impressors Josep Rubió i Francesc Roca, va marxar de Barcelona amb el seu marit per instal·lar-se a Reus. Va obrir una botiga al carrer Major, on ja en tenia una d'oberta l'impressor Francesc de Paula Compte i també Francesc Roca. Com que a Barcelona era impressora, es pot apuntar la possibilitat que a Reus tingués una impremta junt amb la llibreria, encara que no han quedat exemplars impresos amb el seu nom ni amb el del seu marit, que devia viure almenys uns mesos a Reus. Maria dels Socors Gibert devia enviudar segurament el 1810 poc després d'arribar a Reus. Era una fervent partidària de la Constitució de Cadis, o això es desprèn d diversos anuncis publicats al Periódico Político y Mercantil de la Villa de Reus del dia 30 d'octubre de 1813: "En la librería de la viuda Sastres se hallará la Constitución política de la monarquia española, el catecismo político arreglado a la Constitución" i d'altres. Era un punt de subscripció a diverses publicacions com ara el Redactor general de Cataluña publicat a Vic, i, potser fruit del seu eclecticisme, El Centinela de la Patria en Reus, un periòdic ultra-conservador que es publicava a Tarragona. També feia, com altres llibreries de l'època, diversos serveis i encàrrecs als ciutadans, per exemple publicitar cases de lloguer o centralitzar lliuraments dels recaders de la comarca a particulars. Va marxar de Reus el 1814, amb l'arribada de l'absolutisme, tal com van fer els impressors Joaquim Artigas i Josep Rubió i es va instal·lar a Barcelona, on comencem a trobar impresos d'ella el 1815. Segons informa la bibliotecària Montserrat Comas a la seva tesi doctoral, va obrir la botiga al carrer de la Bòria o de la Boqueria. Recuperà algunes de les publicacions populars d'acudits i juguesques que havia publicat a principis de segle el seu marit. El 1817 va canviar el nom de la impremta, "Viuda Sastres", pel de "Oficina de la Viuda Sastres e hijos", i es va traslladar al carrer d'Escudellers. A l'inici del Trienni liberal, el 1820, va dir-se "Imprenta Nacional de la viuda Sastres e hijos" i estava situada al carrer de Petritxol. L'any 1834, la impremta i llibreria la va portar el seu fill Mariano Sastres, potser per invalidesa o mort de la seva mare.